# Jarmo Övermark
Jarmo Erkki Övermark (ur. 26 maja 1955 w Lappajärvi) – fiński zapaśnik walczący w obu stylach. Trzykrotny olimpijczyk. Siódmy w Montrealu 1976 (styl wolny w kategorii 74 kg). Odpadł w eliminacjach w Moskwie 1980 i piąty w Los Angeles 1984. (styl klasyczny w kategorii 82 kg).
Brązowy medalista mistrzostw świata w 1983; piąty w 1985, a szósty w 1982. Trzeci na mistrzostwach Europy w 1984. Zdobył dziesięć medali na mistrzostwach nordyckich w latach 1975–1986.
Brat Kari Övermarka, zapaśnika, olimpijczyka z Montrealu 1976, a także zapaśnika Hannu Övermarka.